# Banu Jabir
Les Banu Jabir (en arabe : بنو جابر), aussi écrit Awlad Jabir (en arabe : أولاد جابر) ou encore Bilad Jabir (en arabe : بلاد جابر) pour définir le territoire qu'ils habitent, sont une confédération d'origine arabe, faisant partie des Jochem, qui habitaient autrefois le Nejd. Ils peuplent la région du Tadla, et plus généralement de la Chaouia-Ouardigha.

## Histoire

### Origines Jochémites et migration (VIᵉ-XIᵉ)

#### Bédouins puissants des Hawazin
Les Beni Jabir sont originellement une fraction de la tribu des Jochem, eux-mêmes issus des Hawazin, une puissante confédération bédouine de l’Arabie occidentale. Leur lignée remonte à Mu'awiya, fils de Hawazin. C’est son fils Jochem qui fonda la tribu éponyme. À l’époque préislamique, les Hawazin, et par extension les Jochem, étaient des guerriers redoutés, impliqués notamment dans la « guerre des Fijars » contre les Quraysh et les Kinana. Sous la direction de  Duraid ben Al-Samah, les Jochem connurent une ascension militaire, mais leur opposition à l’expansion de l’Islam aboutit à leur défaite lors de la bataille de Hunayn en 630. Après leur conversion, ils furent intégrés aux conquêtes islamiques de la péninsule et ont été enrôlés pour défendre La Mecque sous le règne du Calife Al-Muqtadir.

#### Migrations hilaliennes et implantation au Maghreb
À partir du XIe siècle, avec les migrations hilaliennes, une partie des Jochem, dont les Beni Jabir, fut installée en Ifrîqiya et au Maghreb. Là, ils s’implantèrent durablement, notamment dans les régions de Tadla, Chaouia et la plaine atlantique marocaine, où ils participèrent à l’arabisation des populations locales. Dans leur marche, les jochémites ont été grossis par des Louatas d'Égypte et de Libye et des Sedrata zénètes.
Les Arabes établis dans la plaine de Tadla étaient organisés en groupes tribaux. Au fil des années, les tribus des Bani Jaber se sont diversifiées en plusieurs clans. Le plus important, la tribu des Bani Umair, s’est installé à l'ouest de la plaine, sur la rive droite de la rivière Umm al-Rbia, tandis que la tribu des Bani Musa s'est étendue sur la rive gauche, et celle des Bani Mahdan au nord-est. La région de Beni Mellal, quant à elle, s'est positionnée entre les territoires des Bani Musa et la vallée de Wadi Derna. Cependant, ces placements n'étaient pas définitifs, il y a eu des migrations au niveau de la région de la Chaouia par certains fils de Jabir avec leur groupe.

### Les Beni Jabir dans les luttes dynastiques du Maghreb (XIIIᵉ-XIVᵉ)

#### Guerre civile almohade (1227-1236)
Alors installés depuis un moment dans la Tamesna et la Chaouia-Ouaridgha, les Beni Jabir ont pris en puissance militairement, et ont encore grossis leurs rangs. Lors de la guerre civile almohade, ils prirent parti pour Yahya Ibn an-Nasir et se distinguèrent en s'engageant activement. En 1235-1236, après la mort de Yahya, son rival Er-Rechid fit exécuter Faïd Ibn Amer, cheikh de la tribu, ainsi que son frère Caïd. À la suite de cette exécution, Yacoub Ibn Mohammed Ibn Caïtoun fut nommé chef des Beni Jabir, mais il fut capturé sur ordre du calife almohade Abu Hafs Umar al-Murtada par son général Yalou.

#### Fixation dans la Tadla et pacte avec les berbères
Par la suite, le groupe passa sous le commandement de Yacoub Ibn Djermoun es-Sofyani, avant que celui-ci ne soit remplacé par Ismail Ibn Yacoub Ibn Caïtoun en raison de l’instabilité de son autorité. Les Beni Jabir se fixèrent alors au pied de la montagne dominant la Tadla, devenant ainsi les voisins des Sanhaja berbères, qui occupaient les hauteurs et leur offraient une protection en cas de menace. En période de conflit avec le sultan ou un chef puissant, ils se réfugiaient dans la montagne pour échapper aux représailles.

### Période de commandement des Ouardigha

#### Ascension de la famille des Ouardigha
Le commandement de la tribu passa plus tard à la famille des Ouardigha. Sous le règne du sultan Abu Inan Faris, le chef de la tribu était Hussein Ibn Ali al-Ouardighi. En 1359, son fils et successeur En-Nacer accueillit le vizir El-Hacen Ibn Omar, qui cherchait refuge auprès d’eux après s’être rebellé contre le sultan Ibrahim Ibn Ali Abu Salem. Ce dernier, appuyé par une armée, exigea son extradition et obtint gain de cause.
En 1367, Abu al-Fadl, fils du sultan Abu Salem, trouva refuge auprès des Beni Jabir après avoir fui la ville de Marsa. En réponse, le sultan Abd al-Aziz assiégea la montagne avec ses troupes, forçant le prince à se réfugier chez les Sanhaja. Ces derniers, en échange d’une somme d’argent, finirent par livrer Abu al-Fadl au sultan.

#### Répression contre les Ouardighi et fin de leur commandement
Pendant les troubles du XIIIᵉ siècle dans le Maghreb, le prince Abderrahman ben boufelloucen chercha refuge auprès des Beni Jabir. Cependant, le vizir Omar Ibn 'AbdAllah, alors tout-puissant dans le Maghreb, exigea l'expulsion de cet émir, qu'il considérait comme un fugitif dangereux. En-Nacer el-Ouardighi, chef des Beni Jabir, fut également pris dans la tourmente. En raison de sa participation aux rébellions, les mérinides fit arrêter En-Nacer et le fit emprisonner pendant plusieurs années. Après sa libération, En-Nacer se rendit à La Mecque pour effectuer son pèlerinage, mais à son retour, il fut de nouveau emprisonné, cette fois par l’ordre de Abou Bekr lbn Ghazi, le vizir qui gouvernait le Maghreb au nom de Es-Said, fils du sultan Abd-el-Aziz. Depuis cela, le commandement de la tribu fut retiré à la famille des Ouardigha.

### Participation des Bani Jabir dans le Djîhad en Andalousie (1278)
Les Beni Jabir ont été, tout au long de l’histoire, une force militaire basé sur la cavalerie arabe, contribuant activement à de nombreuses guerres sous les bannières des Almohades et des Almoravides en Andalousie, ont continués sous la bannière mérinide où ils ont prêtés le plus de soutien dans la Campagne de 1278.

#### Bataille de Xérès (Lundi 6 Rabi' al-Thani)
L'émir Abou Zyan, accompagné d'une troupe nombreuse de Musulmans et de 500 cavaliers arabes des Beni Jabir, se rend à Tarifa. Ce même jour, il engage une bataille à Xérès, où ils seront victorieux. Les Beni Jabir ont non seulement saccagé et mis à sac la région, mais ont également mis le feu à la ville, avant de se livrer au pillage. Une fois le butin accumulé, les troupes sont retournées vers le camp du sultan sous les murs de Xérès, pour se renforcer avant la bataille de Carmona.

#### Sac de Carmona (Mardi 7 Rabi' al-Thani)
Cette fois sous le commandement de Youssef ben Khytoun, les Beni Jabir, accompagnés de 700 fantassins Beni Merin, prirent part à une expédition près de la ville d'El-Kouas face aux chrétiens. Durant cette campagne, ils attaquèrent les environs de Carmona. Le matin suivant leur arrivée, Abû Ziân Mendil ordonna l'envoi de 50 cavaliers pour ravager les terres et commettre des exactions contre les populations chrétiennes locales, tuant plusieurs Chrétiens et prenant femmes et biens. En réponse, la cavalerie de Carmona sortit pour contrer cette offensive, mais après un affrontement prolongé, l'émir Abû Ziân arriva avec ses troupes, mettant en déroute les forces chrétiennes et infligeant des pertes importantes. Les Beni Jabir, forts de leur victoire, se dirigèrent vers un château fort tout proche, où s'étaient réfugiés de nombreux chrétiens. Après un siège de courte durée, ils pénétrèrent dans la forteresse, massacrant la garnison et capturant femmes et biens. Dans cette lancée, Abû Ziân Mendil continuant son expédition, ordonna de détruire les récoltes, de couper les arbres et de brûler les habitations dans toute la région entre Carmona et Séville. Les troupes mirent le feu à une forteresse au sud de Séville, avant de se diriger vers la ville elle-même. Là, sous les murs de Séville, ils capturèrent 550 femmes et 400 « Barbares », et dans un champ de blé, ils massacrèrent plus de mille personnes, avec les Beni Jabir comme exécuteur.

## Religion

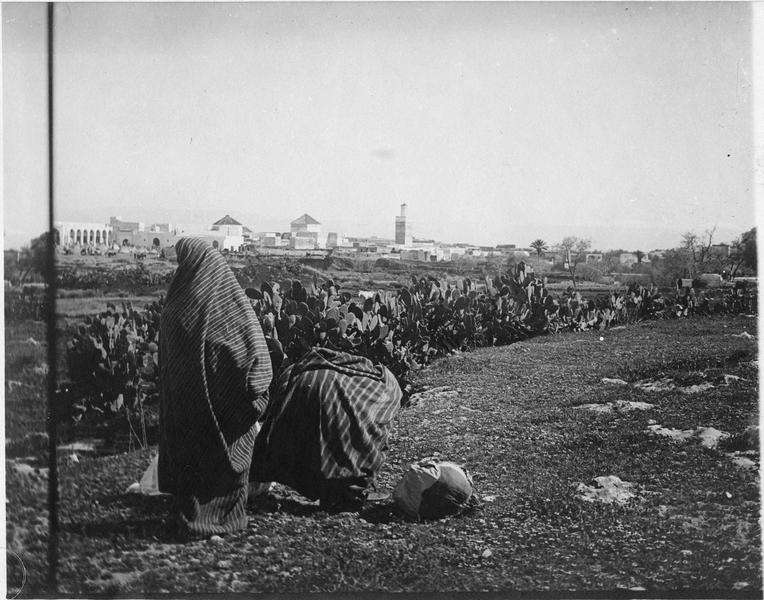
Photo de Bejaâd au XXe siècle.

### Tariqa Cherkaouiyya
Les tribus du Biled Jabir sont rattachés à une tariqa spécifique, la voie de Sidi Bouabid Cherki, considéré comme descendant du calife Omar, qui a fondé Zaouïa Cherkaouia au XVe siècle. L'ensemble des tribus constituant les Beni Jabir ont ainsi servi de gardiens ou de « khoddam » (serviteurs) à la Zaouïa de Bejaâd, réunissant ces dernières autour d'une spiritualité commune. La Zaouïa Cherkaouia a été un lieu de recueillement et un centre d’enseignement, attirant des oulémas et des étudiants spécialisés dans les sciences religieuses, ainsi que des soufis en quête de spiritualité, toujours au XXIe siècle, qui demeure également un moussem religieux et culturel.

## Lignée
Jabir, chef et ascendant commun de la lignée, est le fils de Jochem Ibn Mu'awiya. Celui-ci aura cinq fils, dont les descendants formeront de grandes familles, à l'origine des principales tribus jochémites dans la Chaouia et la Tadla. Ses fils sont Mellal, Moussa, 'Umair (Amir), Mahdan ainsi que Maskin.

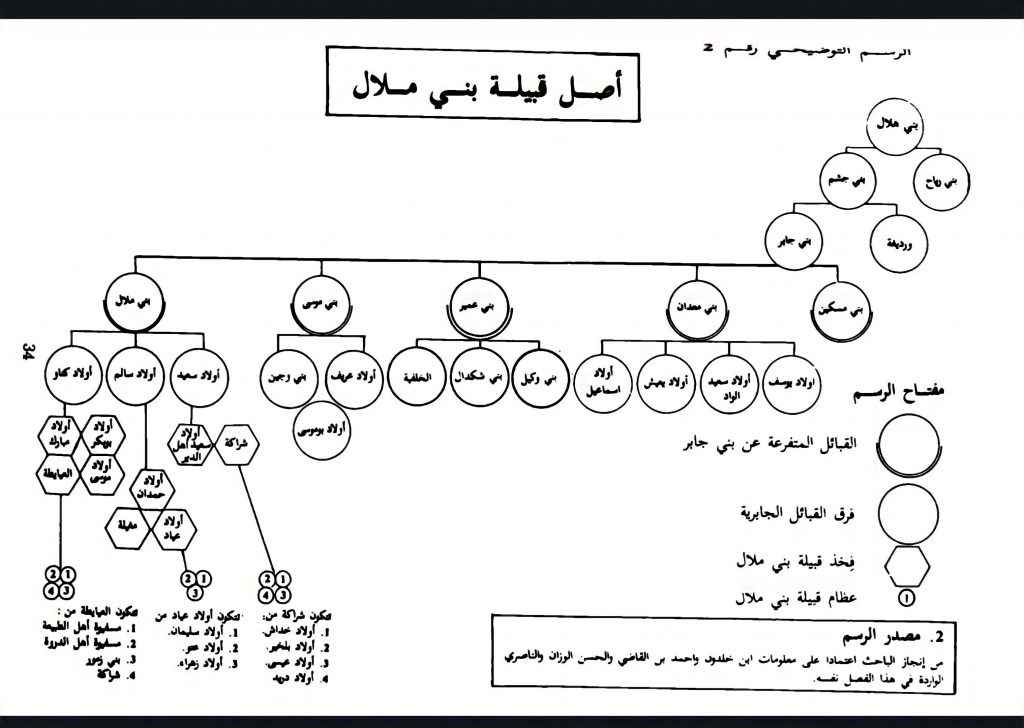
Descendance et arbre généalogique de Jabir

## Personnalités
- Kaïd ben Amir, cheikh des Banu Jabir au XIIIe siècle[15].

- Faïd ben Amir, frère du premier, cheikh des Banu Jabir au XIIIe siècle[15].

## Sources
1. 1 2 3  Abū Zayd ʿAbd al-Raḥmān Ibn Muḥammad Ibn Khaldūn al-Ḥaḍramī, Histoire des Berbères et des dynasties musulmanes de l'Afrique Septentrionale (lire en ligne), p.67
2. ↑  (en) Fück, J. W., « The Encyclopaedia of Islam, Second Edition », sur referenceworks (OCLC 495469475, consulté le 4 novembre 2024), p. 883–884
3. ↑  « كتاب تاريخ التراث العربي لسزكين - الشعر - المكتبة الشاملة », sur shamela.ws (consulté le 3 octobre 2024)
4. ↑  (en) Alfred Guillaume, The Life Of Muhammad, by Ibn Ishaq (lire en ligne)
5. ↑  قبيلة حرب, مصادر الهمداني عن قبيلة حرب (lire en ligne)
6. ↑  (ar) تصدر عن قسم الدراسات والنشر والشؤون الخارجية بمركز جمعة الماجد للثقافة والتراث, آفاق الثقافية والتراث, Turquie, مركز جمعة الماجد للثقافة والتراث (lire en ligne)
7. 1 2 3 4 5 6  Abū Zayd ʿAbd al-Raḥmān Ibn Muḥammad Ibn Khaldūn al-Ḥaḍramī, Histoire des Berbères et des dynasties musulmanes de l'Afrique septentrionale (lire en ligne), p.68
8. 1 2  Abū Zayd ʿAbd al-Raḥmān Ibn Muḥammad Ibn Khaldūn al-Ḥaḍramī, Histoire des Berbères et des dynasties musulmanes de l'Afrique septentrionale (lire en ligne), p.69
9. ↑  (ar) راوية الصحابي, هم من عربوا بني هلال: شعر عامية, Al Manhal,‎ 1er janvier 2015 (ISBN 9796500196770, lire en ligne)
10. ↑  Ṣâliḥ b ʿAbd al-Ḥalîm Gharnâtî, Roudh el-Kartas, histoire des souverains du Maghreb ... et annales de la ville de Fès [by Sâliḥ b. ʿAbd al-Ḥalîm] tr. by A. Beaumier, 1860 (lire en ligne), p.510
11. ↑  Aḥmad ibn Khālid Salāwī, Kitāb el-istiqça li akhbār doual el-Maghrib el-Aqça, Librairie orientaliste Paul Geuthner, 1934 (lire en ligne), p.102
12. 1 2 3 4  Ṣâliḥ b ʿAbd al-Ḥalîm Gharnâtî, Roudh el-Kartas, histoire des souverains du Maghreb ... et annales de la ville de Fès [by Sâliḥ b. ʿAbd al-Ḥalîm] tr. by A. Beaumier, 1860 (lire en ligne), p.511
13. ↑  Tangier Robarts - University of Toronto et France. Direction générale des affaires indigènes, Villes et tribus du Maroc; documents et renseignements. Publiés sous les auspices de la Résidence générale, Paris E. Leroux, 1915 (lire en ligne), p.140
14. ↑  El Mustapha Ennasri, « La zaouïa Charkaouia à Boujaâd, un haut lieu de spiritualité au rayonnement notoire », Agence de presse,‎ 19 mai, 2014 (lire en ligne )
15. 1 2  Léon Jules (1865-1932) Auteur du texte Didier, Histoire d'Oran. Tome IV, Période de 705 à 1500 / par le Général L. Didier, 1931 (lire en ligne)